# Helmut Gernsheim
Helmut Erich Robert Kuno Gernsheim (1. března 1913 – 20. července 1995) byl historik fotografie, sběratel a fotograf.

## Životopis
Narodil se v Mnichově v Německu a byl třetím synem akademického knihovníka Karla Gernsheima a jeho manželky Herminy Scholzové. Vystudoval dějiny umění na Univerzitě Ludwiga Maxmiliána v Mnichově. Fotografii se začal věnovat v roce 1934 na naléhání svého bratra kunsthistorika Waltera Gernsheima, který to považoval za praktičtější povolání pro někoho z částečně židovského prostředí, který měl v úmyslu opustit nacistické Německo. Po dvouletém studiu absolvoval Státní fotografickou školu v Mnichově. Od konce třicátých let vytvářel komerční práce, některé barevné pomocí německého procesu Uvachrome, předtím, než odjel do Paříže na výstavu svých prací a poté do Londýna, kde pracoval na zakázkách Národní galerie pro Rolls-Royce a přepravce P&O.

## Druhá světová válka
Na začátku druhé světové války byl Gernsheim deportován do Austrálie na HMT <i id="mwJA">Dunera</i> a internován jako „přátelský nepřátelský mimozemšťan“ po dobu jednoho roku v Hay v Novém Jižním Walesu spolu s dalšími německými občany včetně umělce Ludwiga HirschfeldaMacka z Bauhausu, Heinze Henghese (sochař), Heina Heckrotha (filmový a scénický výtvarník), George Teltschera (grafik), Klaus Friedeberger (malíř), tenorista Erich Liffmann, skladatel Ray Martin, výtvarník Johannes Koelz, fotografové Henry Talbot a Hans Axel, historici umění Franz Phillipp a Ernst Kitzinger, autor Ulrich Boschwitz, návrháři nábytku Fred Lowen a Ernst Roedeck a Erwin Fabian (sochař). Zatímco byl internován, přednášel dalším internovaným o estetice fotografie a napsal svou kritiku fotografie, New Photo Vision, která vyšla v roce 1942 a vedla k tomu, že se stal přítelem kolegy kritika a historika Beaumonta Newhalla.
Gernsheim si vysloužil propuštění z internace tím, že se dobrovolně přihlásil k práci pro National Buildings Record a v roce 1942 se vrátil do Londýna, aby fotografoval důležité památky s cílem odhalit jejich umělecké přednosti. Tyto fotografie se staly základem dalších dvou knih. Byly chváleny kritiky včetně Kennetha Clarka a Nikolause Pevsnera a v roce 1943 je The Architectural Review popsal jako „nic menšího než znovuobjevení barokních památek“. Přibližně v této době získal kýženou pozici ve Warburg Institute jako hlavní fotograf pro oblast Londýna. V roce 1940 se připojil ke Královské fotografické společnosti a v roce 1942 v ní získal postavení Fellow (FRPS).
Se svou budoucí manželkou Alison se seznámil v roce 1938 a poté, co se ona a její první manžel Blen Williams rozvedli, založili si spolu v roce 1942 domov a na konci války se vzali. Gernsheim získal britské občanství v roce 1946 a po většinu svého života nadále žil v Londýně.

## Sběratel fotografií a historik

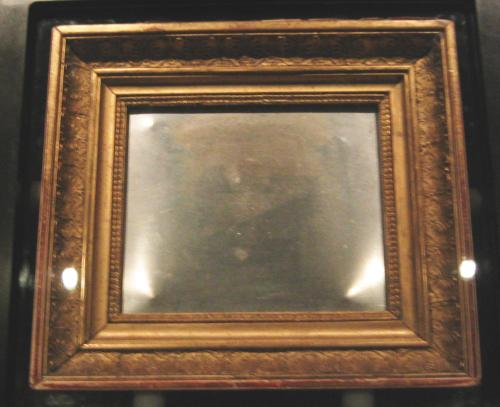
Nicéphore Niépce (1827) Pohled z okna v Le Gras

Přestože Gernsheim vystudoval dějiny umění, jeho sklon ke specializaci na historii fotografie pocházel z toho, že byl sám fotografem.
V roce 1945 začali Helmut a Alison Gernsheimovi na popud Beaumonta Newhalla sbírat díla historicky významných fotografů, zejména britských, která mizela. Shromáždili obrovskou sbírku obsahující díla Julie Margarety Cameronové, Alvina Langdona Coburna, Hilla & Adamsona, Williama Henryho Foxe Talbota nebo Louise Daguerra. Znovuobjevili dávno ztracenou zálibu Lewise Carrolla, když v roce 1947 Gernsheim narazil na album Carrollových portrétů v obchodě s bazarovým zbožím.

### KnihaHistorie fotografie
Nakonec tato sbírka spolu s odhadem 3–4 miliony slov poznámek na toto téma vedla k napsání knihy o 180 000 slovech The History of Photography (Historie fotografie). Když Oxford University Press v roce 1955 vydalo první vydání, stalo se okamžitě klasikou a definitivním referenčním dílem pro historiky fotografie na další desetiletí, přičemž Beaumont Newhall jej označil za „milník v historii fotografie“ a další recenzenti jako „bible fotografa“ a „encyklopedické dílo“.
Gernsheimovi pokračovali ve vydávání mnoha článků a knih o různých aspektech fotografie a různých fotografech (viz publikace níže) a často ve spolupráci, například v roce 1966 spolupracovali s Alvinem Langdonem Coburnem na dokončení autobiografie a v roce 1983 s Billem Jayem v pořadu Photographers Photographed.

### První fotografie
Během své práce Gernsheim v roce 1952 znovu objevil dávno ztracenou první dochovanou fotografii na světě, kterou vytvořil Joseph Nicéphore Niépce v roce 1827 (Pohled z okna v Le Gras).

## Stáří a smrt
Alison Gernsheimová zemřela 27. března 1969 a Helmut Gernsheim se v roce 1971 znovu oženil s Irènou Guéninovou. Pokračoval v pozitivním zájmu o fotografii a důrazně podporoval zakládání fotografických galerií a muzeí v USA a Británii, včetně The Photographers' Gallery pod vedením Sue Daviesové v roce 1971 a National Museum of Photography Film and Television pod Colinem Fordem v roce 1983.
Helmut Gernsheim zemřel 20. července 1995.

## Dědictví
Gernsheim nakonec potřeboval najít domov pro svou rozsáhlou sbírku více než 33 000 fotografií, 4 000 knih, výzkumných poznámek, vlastní korespondenci a shromážděnou korespondenci včetně dopisů Daguerra a Foxe Talbota. Neúspěšně se snažil založit národní muzeum fotografie ve Spojeném království (nakonec Národní muzeum vzniklo až v roce 1983). Nakonec, po mnoha neplodných diskusích s úřady a potenciálními sponzory v několika zemích, vše prodal v roce 1963 Texaské univerzitě v Austinu, kde to vytvořilo základ nové katedry fotografie v Humanities Research Center. Svou sbírku moderní fotografie si ponechal a nakonec ji předal Forum Internationale Photographie (FIP) v Reiss-Engelhorn-Museen v Mannheimu.
V roce 1965 se výstava Helmut Gernsheim's Duplicate Collection Classic Camera, zahrnující také historickou sbírku profesora Helmera Bäckströma získanou v roce 1964, stala základem švédského Fotografiska Museet formálně založeného v roce 1971. Museum Folkwang, Essen, Německo, divize Muzea moderního umění, je jednou z nejvýznamnějších německých sbírek fotografií, která byla zahájena po první výstavě fotografií z Gernsheimovy sbírky mapující více než 100 let fotografie, po níž Otto Steinert zakoupil díla. od portrétního fotografa Huga Erfurtha a Neue Sachlichkeit (Nová věcnost) fotografie Alberta Rengera-Patzsche rozšiřující snímky od průkopníků fotografie Davida Octavia Hilla a Roberta Adamsona, které získal v roce 1961. O deset let později muzeum obsahovalo téměř 4000 fotografií.
Fotografie připisované Gernsheimovi jsou uloženy v Conwayově knihovně v Courtauldově institutu umění, jejíž archiv, především architektonických snímků, je digitalizován v rámci širšího projektu Courtauld connects.

## Vyznamenání a ocenění
- 1959: Kulturpreis (Cultural Award) od Německé společnosti pro fotografii (DGPh), s Robertem Jankerem[15]
- 1968: jmenován konzultantem Encyclopædia Britannica[16]
- 1975: zvolen do výboru, Fondation pour la Photographie Suisse[16]
- 1976: zvolen do poradního výboru časopisu History of Photography[16]
- 1979: Významný hostující profesor na Texaské univerzitě v Austinu[17]
- 1980: Akademik a zlatá medaile Academia Italia delle Arti, Salsomaggiore[16]
- 1980: čestný člen klubu Daguerre, Frankfurt.[16]
- 1981: Významný hostující profesor na University of Arizona[17]
- Čestný člen Photographic Historical Society of New York[18]
- Čestný člen klubu Daguerre, Frankfurt[19]
- V roce 2002 byl Gernsheim posmrtně uveden do Mezinárodní fotografické síně slávy a muzea.[20]

## Publikace
- The history men: Helmut Gernsheim and Nicéphore Niépce 2013 Graham Harrison Photo Histories Archivováno 20. 1. 2023 na Wayback Machine.
- Alvin Langdon Coburn: Photographer, s Alison Gernsheimovou, New York: Praeger, 1966.
- Beautiful London, New York: Phaidon, 1950. (fotografie: Helmut Gernsheim)
- Churchill: His Life in Photographs, Helmut Gernsheim and Randolph S. Churchill, eds., London, Weidenfeld and Nicolson 1955.
- A Concise History of Photography, s Alison Gernsheimovou, The World of Art Library series. Londýn: Thames & Hudson, 1965.
- Creative Photography: Aesthetic Trends 1839–1960, Londýn: Faber & Faber Limited, 1962.
- Edward VII and Queen Alexandra: A Biography in Word and Picture, s Alison Gernsheimovou, Londýn: Frederick Muller, 1962.
- Focus on Architecture and Sculpture, an original approach to the photography of architecture and sculpture, Londýn: Fountain Press, 1949.
- Fotografia Artistica: Tendinte Estetice 1839–1960, Bucuresti: Editura Meridiane 1970.
- Historic Events 1839–1939, s Alison Gernsheimovou, Londýn: Longmans, Green & Co., 1960.
- The History of Photography From the Earliest Use of the Camera Obscura in the Eleventh Century up to 1914 s Alison Gernsheimovou, Londýn: Oxford University Press 1955; revised edition Thames & Hudson. 1969
- Incunabula of British Photographic Literature: A Bibliography of British Photographic Literature 1839–75 and British Books Illustrated with Original Photographs, Londýn a Berkeley: Scolar Press ve spolupráci s Derbyshire College of Higher Education 1984.
- Julia Margaret Cameron; her life and photographic work, Londýn: Fountain Press, 1948.
- L. J. M. Daguerre. The History of the Diorama and the Daguerreotype, s Alison Gernsheimovou, Londýn: Secker & Warburg, 1956. (With “Bibliography of Daguerre's Instruction Manuals” by Beaumont Newhall.)
- Lewis Carroll, photographer, Londýn: Max Parrish, 1949.
- The Man Behind the Camera, Helmut Gernsheim, ed. Londýn: Fountain Press [listopad] 1948 (předmluva: Rathbone Holme). (Kapitoly: Cecil Beaton, Gernsheim, E.O. Hoppé, Angus McBean, Felix H. Man, Mrs. K.M. Parsons, W. Suchitzky, Harold White a J. Allan Cash.)
- Masterpieces of Victorian Photography, Londýn: Phaidon Press, 1951.
- The New Photo Vision, Londýn: Fountain Press, 1942.
- The Origins of Photography, New York: Thames & Hudson, 1982.
- The Recording Eye. A Hundred Years of Great Events as Seen by the Camera, 1839–1939, s Alison Gernsheimovou, New York: Putnam, 1960.
- Roger Fenton, Photographer of the Crimean War. His Photographs and his Letters from The Crimea, s Alison Gernsheimovou, Londýn: Secker & Warburg, 1954.
- Those Impossible English, s Alison Gernsheimovou, Londýn: Weidenfeld & Nicolson, 1952. (text: Quentin Bell; výběr fotografií: Helmut a Alison Gernsheimovi).
- Victoria R. A Biography with Four Hundred Illustrations based on her Personal Photograph Albums, s Alison Gernsheimovou, New York: G. P. Putnam's Sons, 1959.
- JAY, Bill, Gernsheim, Helmut. Photographers photographed. Salt Lake City: Peregrine Smith Books, 1983. Dostupné online. OCLC 470015567